# となりのマサラ
となりのマサラは、NHK福岡放送局で2020年2月28日に放送された福岡発地域ドラマ。4K-5.1サラウンドで制作されており、2021年2月21日に地上波(全国ネット)で再放送された 。

## 概要
NHK福岡放送局が、初めて在日外国人をテーマに制作。舞台は福岡市南区。主演は佐藤寛太 。東京ドラマアウォード2020ローカル・ドラマ賞を受賞。

## あらすじ
地元福岡に戻ってきた駆け出しカメラマン・沢木達也は、とあることから地域のネパール人のコミュニティーに引き込まれる。当初は拒絶気味だったが次第に馴染もうとしていく。

## キャスト
- 沢木達也 - 佐藤寛太
駆け出しのカメラマン。地域のネパール人コミュニティーに対して消極的だったある日、スパイス(マサラ)を買うよう言われる。
篠崎由依 - 大原梓
神保祐一 - 野間口徹
金村志乃 - 梶芽衣子
沢木英雄 - 光石研
ジャナク - サントス・パリヤール
ガネス - アショク・サヒ
師匠 - ゴリけん
町田悠宇
木野下もこ

## スタッフ
制作統括：中村雅郎

演出：安藤大佑

脚本：北阪昌人